# Antonio Guerreiro (fotógrafo)
Antonio Guerreiro (Madri, 10 de julho de 1947 — Rio de Janeiro, 28 de dezembro de 2019) foi um fotógrafo luso-espanhol-brasileiro, que fez muito sucesso nas décadas de 1970 e 1980.
Várias de suas fotos ilustraram capas das principais revistas brasileiras, e algumas de suas imagens tornaram-se famosas, como a que retrata o autor de telenovelas Gilberto Braga nu.
Morreu em 28 de dezembro de 2019, de câncer.

## Infância
Filho de empresário milionário português, nasceu em Madri e morou no Marrocos quando mudou-se ainda com cinco anos de idade para o Brasil, onde o pai estabeleceu indústria na cidade mineira de Juiz de Fora (lançou no país os doces com figurinhas de jogadores de futebol e um chocolate com formato de guarda-chuva).
Quando tinha 14 anos mudou-se para o Rio de Janeiro, indo morar numa cobertura no Leme que continuaria a ser sua residência, a fim de estudar.

## Início da carreira
Guerreiro estava na faculdade de economia quando em 1966 e com 19 anos, namorando uma baiana herdeira de fazendeiros de cacau, resolvera fotografá-la com uma Rolleiflex e descobriu que tinha jeito para a arte; ele então começou a fotografar as jovens socialites do Rio, depois as prostitutas da Lapa, quando o colunista Daniel Más o conheceu e, trabalhando com ele, formou uma dupla que no Correio da Manhã produzia textos escandalosos com lindas fotografias.
Aos 20 anos sofreu um acidente de motocicleta que o fez perder a memória.
Seu trabalho era tão requisitado que o colunista Jacinto de Thormes registrara que deveria ter sido ele, e não David Hemmings, que deveria interpretar o fotógrafo que as beldades perseguiam no filme Blow-Up de Michelangelo Antonioni; o sucesso logo o levou para a revista Setenta da Editora Abril.

## Trabalho de sucesso
A revista Setenta, de curta duração, foi contudo um marco na fotografia de moda no país; logo Guerreiro foi contratado por Adolpho Bloch para ser correspondente da Manchete em Paris, onde ficou por dois anos.
Quando retornou ao país abriu um estúdio, o Zoom, ao lado da sede da TV Globo, onde passou a fotografar os principais nomes da sociedade, do meio artístico, moda, etc., fazendo mais de setenta capas das principais revistas das maiores editoras e agências de publicidade.
Viveu com a socialite Ionita Salles, que deixara o playboy Jorge Guinle para ficar com ele; casou-se em seguida com a atriz Sônia Braga e depois Sandra Bréa; ao longo da vida, teve entre suas conquistas belas mulheres, como as atrizes Bruna Lombardi e Denise Dumont. Viveu também com a modelo Enoli Lara.
Em 1975 inaugurou o Studium, no Catete, onde passou a fotografar nus, tornando-se o principal fotógrafo da Playboy, e que funcionou até 1990; no final desta década os negócios do pai faliram, e ele fechou o estúdio.
Manteve um blog pessoal, onde mostrou parte de seu trabalho, possuindo um acervo com mais de 300 mil negativos e cromos.